# Споменик Зорану Радмиловићу у Зајечару
Споменик Зорану Радмиловићу је споменик израђен од бронзе и постављен на Тргу Зорана Радмиловића у близини Матичне библиотеке „Светозар Марковић”  у Зајечару. Посвећен је глумцу Зорану Радмиловићу.

## Историја
Постављен је у част глумца Зорана Радмиловића, који је рођен у Зајечару, али је глумачку каријеру остварио у Београду, у Београдском драмском позоришту и на сцени Атељеа 212. Такође, Позориште у Зајечару носи његово име. Споменик је постављен 23. априла 2008. године, и представља једну од Зоранових улога које је остварио, Радован III. Поред наведеног споменика, које је у част глумца, Позориште Зоран Радмиловић из Зајечара додељује Награду Зоранов брк, за најбоље улоге на Данима Зорана Радмиловића, који се организују у његову част сваке године у Зајечару.